# Vipio longipalpus
Vipio longipalpus is een insect dat behoort tot de orde vliesvleugeligen (Hymenoptera) en de familie van de schildwespen (Braconidae). De wetenschappelijke naam van de soort werd voor het eerst geldig gepubliceerd door Inayatullah, Shaw & Quicke in 1998.